# シャル＝ウィグルト
シャル＝ウィグルト(Shal-Wiggurt)は、クトゥルフ神話における架空の神性。

## 概要
旧支配者の一員で「巨大な虫」と形容されるが、実際の姿は不明。アーカムの地底に封印されていた。
家の下から奇怪な音がするのを気にかけた男は家の地下に謎の洞窟を発見し中に入るが、そこで謎の液体に襲われ命を落とす。洞窟の入り口はシャル＝ウィグルトの口であり男が辿り着いた所は、巨大な虫の胃袋だったのだ。